# Menší proroci

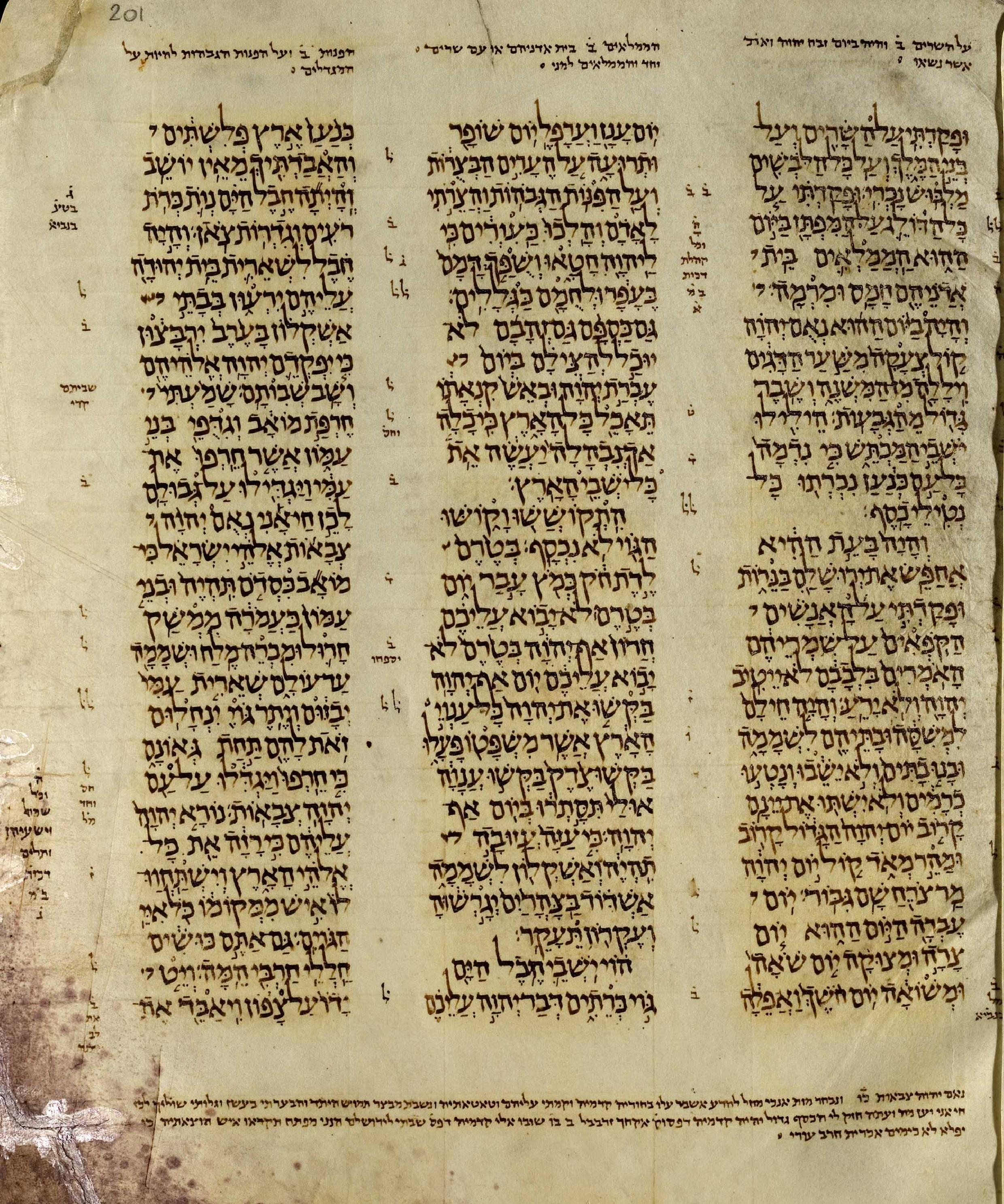
Sken Aleppského kodexu ve vysokém rozlišení. Tento soubor obsahuje Knihu dvanácti malých proroků (osmá kniha Nevi'im). Soubor s vysokým rozlišením bohužel obsahuje pouze posledních pět dochovaných listů knihy, které obsahují části Sofoniáše a Zachariáše a celý text Malachiáše.

Názvem Menší nebo Malí proroci se v křesťanství označuje dvanáct starozákonních proroků či knihy nesoucí jejich jména. Adjektivum „malí“ se týká nikoli toho, že by byli méně významní než tzv. větší proroci, ale spíš menší rozsah těchto prorockých knih. Zatímco Židé většinou těchto 12 proroků označují jako jedinou knihu, křesťané je dělí do 12 samostatných knih. Patří sem následující prorocké knihy:
- Ozeáš
- Jóel
- Ámos
- Abdijáš
- Jonáš
- Micheáš
- Nahum
- Abakuk
- Sofonjáš
- Ageus
- Zacharjáš
- Malachiáš